# Type 997 (РЛС)

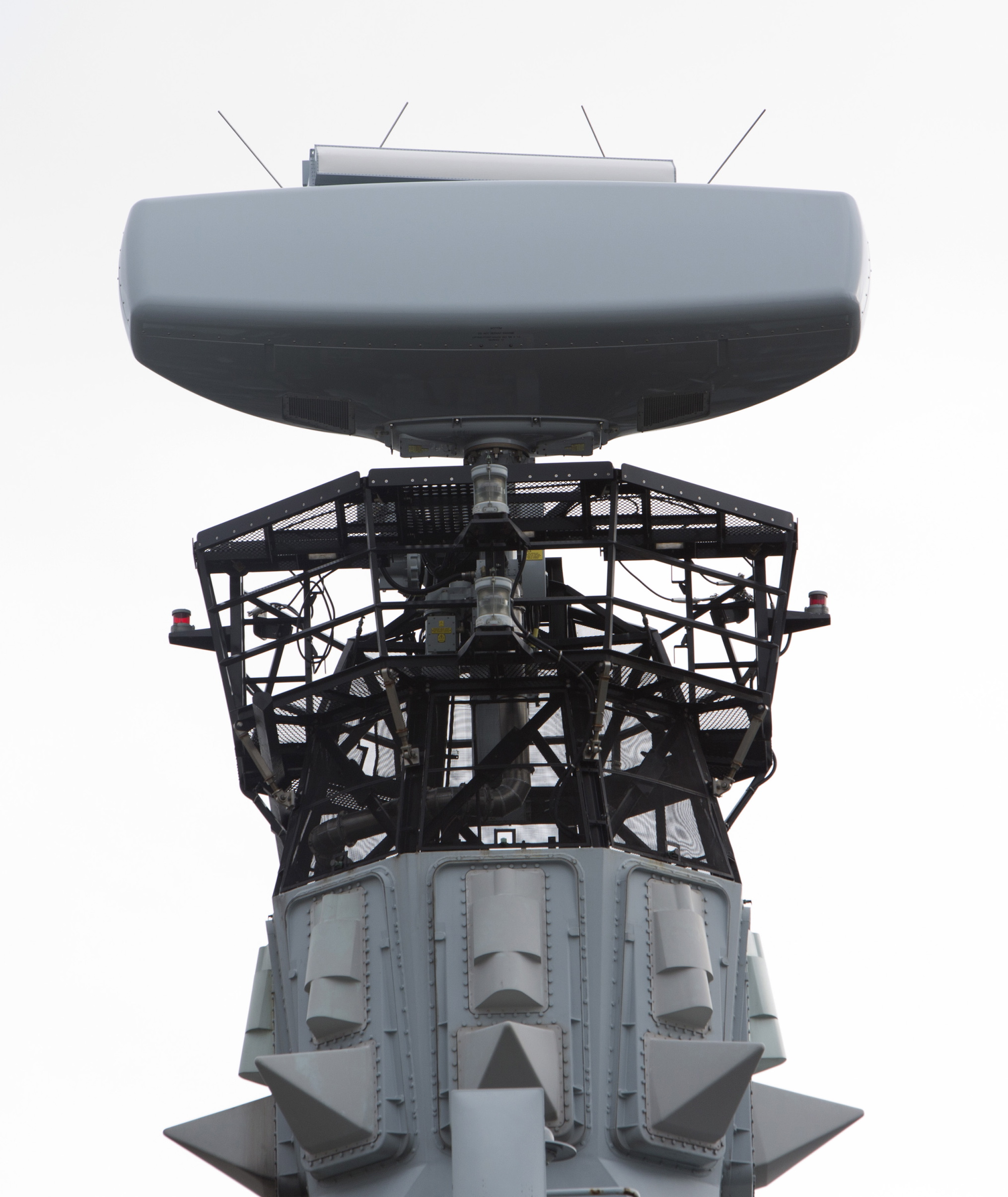
РЛС Type 997 на фрегате Argyll (F231)

Type 997 — английский «усовершенствованный радар целеуказания, анализа ситуации и навигации» (Artisan = Advanced Radar Target Indication Situational Awareness and Navigation), трёхкоординатный радар обзора воздушного пространства и поверхности средней дальности, разработанный и построенный компанией BAE Systems для ВМС Великобритании. По состоянию на 12 января 2017 года, РЛС установлена  на 11 из 13 фрегатах типа 23, флагмане ВМС Великобритании УДК HMS Ocean, УДК HMS Bulwark, будущем флагмане ВМС Великобритании авианосце HMS Queen Elizabeth. Кроме того, она будет установлена на авианосце HMS Prince of Wales, оставшихся двух фрегатах типа 23 во время их ближайшей модернизации и УДК HMS Albion.
РЛС Type 997 имеет дальность 200 м – 200 км при скорости вращения 30 об/мин и, как сообщается, способен одновременно сопровождать более 900 целей. ВАЕ Systems заявляют, что РЛС способна сопровождать цели размером с мелкую птицу или теннисный мяч, имеющие скорость до 3 М с «непревзойденными показателями обнаружения и лучшей в мире защитой от электронного противодействия, включая технически самые сложные системы подавления».